# Pont du Moulin de la Barre
Le pont du Moulin de la Barre est un pont situé à Dinsac, en France.

## Localisation
Le pont est situé dans le département français de la Haute-Vienne, sur la commune de Dinsac. Il franchit la Brame au lieu-dit du Moulin de la Barre.

## Historique
Le pont date du XIIIe siècle.
Le pont est inscrit au titre des monuments historiques le 21 juin 1990.